# 루이 에몽

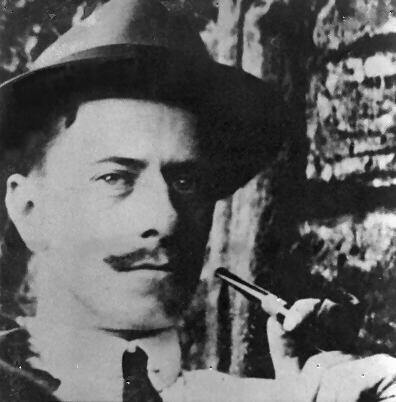

루이 에몽(Louis Hémon, 1880년 10월 12일 ∼ 1913년 7월 8일)은 소설 마리아로 잘 알려진 프랑스의 작가이다.

## 생애
1880년 프랑스의 브레스트(Brest)에서 태어났다. 소르본에서 법학을 전공하고 영국으로 가 작가로서의 이력을 시작하게 된다. 1904년 스포츠 잡지였던 ≪르 벨로(Le Vélo)≫ 지에 단편소설인 ＜강(La Rivière)＞을 발표하면서 소위 문학에 입문하게 된 그는 이때부터 이 잡지의 런던 특파원으로 일하면서 여러 편의 스포츠 기사와 짧은 창작 글들을 기고한다. 1908∼1909년에 걸쳐 첫 장편소설 ≪콜랭마야르(Colin-Maillard)≫(1924)를 집필한다. 이어서 두 편의 소설 ≪싸우는 멀론, 복서(Battling Malone, pugiliste)≫(1926)와 ≪리푸아 씨와 네메시스(Monsieur Ripois et la Némésis)≫(1950)를 집필한다. 이 소설들은 모두 그의 사후에 출판되었다. 1911년 캐나다로 가 보험회사원으로 일을 하면서 유럽에 캐나다를 알리기 위한 글들을 쓴다. 1912년 몬트리올을 떠나, ≪마리아 샵들렌≫의 사뮈엘 샵들렌으로 분한 사뮈엘 베다르(Samuel Bédard)를 만난다. 그의 집에 머물며 이 작은 지역을 직접 경험하고 관찰한 기록들이 이 소설의 기본 골자가 된 것이다. 1913년 불의의 기차 사고로 죽는다.